# Masia de Marquet
La Masia de Marquet era una masia del poble d'Espills pertanyent actualment al municipi de Tremp. És al sud-sud-oest d'Espills, a la part baixa del coster que relliga el poble d'Espills amb el fons de la vall del barranc d'Espills, el Serrat de la Bitlla. Antigament era al terme ribagorçà de Sapeira. Actualment es troba en ruïnes, i amb els camins d'accés perduts.